# Oboe viennese
L'oboe viennese è un tipo moderno di oboe sviluppato nel XIX secolo da Josef Hajek che mantiene essenzialmente la cameratura e la sonorità dell'oboe classico. Prende il nome dalla sua città di origine, Vienna, ed è il secondo modello di oboe moderno oggi in uso accanto a quello detto francese o conservatorio.

## Suono
L'oboe viennese è un ibrido fra il tipo tedesco e quello austriaco. Rispetto al tipo francese, ha la cameratura è più ampia, un'ancia più corta e larga e una diteggiatura differente. Nel libro The oboe, Geoffrey Burgess e Bruce Haynes scrivono (pag. 212): "Le differenze sono più evidenti nel registro medio, che è più aspro e pungente, e nel registro acuto, che è più ricco di armonici nell'oboe viennese". Guntram Wolf li descrive così: "Dal punto di vista della cameratura, l'oboe viennese è l'ultimo discendente dell'oboe classico, adatto a un'orchestra più grande e sonora e dotato di una meccanica complessa. Il suo grande vantaggio è la facilità di emissione, anche nel registro grave. Può essere suonato in modo molto espressivo e si amalgama bene con altri strumenti". Insieme al corno viennese è forse lo strumento più distintivo dell'Orchestra filarmonica di Vienna.

## Storia
L'oboe in uso a Vienna nel primo '800 era originariamente detto Koch/Sellner. Nel 1825 l'oboista e insegnante viennese Joseph Sellner scrisse un metodo per oboe (Theoretisch-praktische Oboeschule), che contiene una tavola illustrata della diteggiatura. Lo strumento associato a questa scuola fu poi costruito da Stefan Koch (1772–1828) ed ebbe una certa fama nell'Europa centrale. Oltre alla meccanica modernizzata che arrivava fino a 13 chiavi, l'oboe Koch/Sellner aveva in comune con il moderno modello conservatorio una cameratura stretta e un suono brillante; essendo uno strumento piuttosto avanzato, soddisfece le esigenze degli oboisti viennesi fino alla fine del XIX secolo.
Un costruttore di strumenti che andò nella direzione opposta, preferendo invece una cameratura più larga, fu il celebre tedesco Karl Friedrich Golde (1803–1873) di Dresda. Il suono ideale che ricercava per l'oboe doveva essere profondo, ricco e caldo: "si giungerà a una potente profondità e a un suono pieno, … [non] un suono esile e nasale, come gli oboi francesi e viennesi [Koch]". Ironicamente, solo pochi anni dopo la sua morte il suo modello avrebbe soppiantato il Koch e sarebbe diventato il nuovo oboe viennese del XX secolo.
Nel 1880 l'oboista Richard Baumgärtel (1858–1941) portò il suo oboe Golde a Vienna, dove il modello fu successivamente adattato da Josef Hajek (1849–1926) per suonare al ‘diapason normale’, ossia La = 435 Hz, in uso nell'Impero austriaco. Hajek, e in seguito altri costruttori, in particolare Hermann Zuleger (1885–1949), crearono un nuovo strumento con modifiche e miglioramenti, soprattutto nella meccanica. Il nuovo oboe viennese mantenne la larghezza della cameratura dell'oboe classico, come anche le semplici ed eleganti forme esterne delle modanature e del fastigio, ma con la meccanica alquanto estesa.
Le conseguenze della Seconda guerra mondiale determinarono l'affermarsi del modello francese e un lento abbandono dell'"oboe tedesco" in Germania. In Austria l'oboe viennese vide un periodo di generale declino e con la morte di Zuleger nel 1949 divenne difficile trovare strumenti di qualità. Questa situazione sconveniente nel tempo peggiorò e la costruzione di strumenti quasi si interruppe. Negli anni '80, comunque, Yamaha iniziò a costruire oboi viennesi, mettendo sul mercato una fornitura di strumenti di qualità senza precedenti.
Con il crescere dell'interesse per la musica antica nel tardo XX secolo, l'oboe viennese fu visto come un'alternativa all'oboe barocco, perché ne conservava il colore del suono senza le intrinseche limitazioni. In anni recenti, con la crescita dell'interesse per l'oboe viennese, molti strumenti sono stati realizzati da costruttori come André Constantinides, Karl Rado, Guntram Wolf e Christian Rauch.

## Materiali
Attualmente gli oboi viennesi vengono realizzati in grenadilla, sebbene alcuni costruttori preferiscano il bosso, il tradizionale materiale europeo.

## Costruttori di oboi viennesi
- André Constantinides (Pöggstall, Austria)
- Guntram Wolf (Kronach, Germania)
- Christian Rauch  (Innsbruck, Austria)
- Yamaha (Giappone)
- Karl Rado (Vienna, Austria)